# Kerstin Szymkowiak
Kerstin Szymkowiak, nata Jürgens (Siegen, 19 dicembre 1977), è un'ex skeletonista tedesca.

## Palmarès

### Olimpiadi
- 1 medaglia:
  - 1 argento (singolo a Vancouver 2010).

### Mondiali
- 3 medaglie:
  - 3 bronzi (singolo a Schönau am Königssee 2004; singolo ad Altenberg 2008; singolo a Lake Placid 2009).

### Europei
- 4 medaglie:
  - 1 oro (singolo ad Altenberg 2005);
  - 2 argenti (singolo ad Altenberg 2004; singolo a Igls 2010);
  - 1 bronzo (singolo a Cesana Torinese 2008).

### Coppa del Mondo
- Miglior piazzamento in classifica generale nel singolo: 3ª nel 2009/10.

### Universiadi
- 1 medaglia:
  - 1 bronzo (singolo a Innsbruck 2005).